# سید ابوالفضل زنجانی
سید ابوالفضل موسوی زنجانی (زادهٔ ۱۲۷۹ – درگذشته ۴ مرداد ۱۳۷۱) مجتهد، نویسنده و سیاستمدار ملی‌گرای ایرانی و از اعضای نهضت مقاومت ملی و جبهه ملی بود. ابوالفضل موسوی مجتهد زنجانی فرزند سید محمد موسوی زنجانی و برادر سید رضا زنجانی بود. تحصیلات مقدماتی را در زنجان آموخت. سپس به نجف رفت و از درس محمدحسین نائینی و محمدحسین غروی اصفهانی بهره‌برد و به مقام اجتهاد رسید. وی از منتقدان حکومت پهلوی و جمهوری اسلامی و از طرفداران محمد مصدق بود. وی به همراه برادرش از روحانیون عضو اتحادیه مسلمین بودند که در تهران در جریان ملی شدن صنعت نفت جانب دکتر محمد مصدق را گرفتند. زنجانی به همراه سیدمحمودطالقانی در بسیج مردمی برای مبارزه با اسرائیل شرکت داشت. مسجد الجواد و مسجد حسینیه ارشاد را برای برپایی نماز جماعت به امامت او بنا کردند. در زمان بازداشت طالقانی او به جای وی نماز جماعت مسجد هدایت را اقامه می‌کرد. زنجانی از مخالفان استبداد دینی بود. او به جدایی دین از سیاست اعتقاد نداشت و آن را اندیشه‌ای استعماری می‌دانست. نماز میت سید محمود طالقانی توسط او اقامه شد. زنجانی در ۴ مرداد ۱۳۷۱ در تهران در گذشت. او را در بهشت سکینه در اطراف کرج به خاک سپردند. مرتضی مطهری از شاگردان او بود.

## زندگی
سید ابوالفضل زنجانی در سال ۱۲۷۹ شمسی در زنجان متولد شد. پدرش سید محمد موسوی زنجانی از مجتهدان و مدرسان حوزه علمیه زنجان بود. سید ابوالفضل تحصیلات اولیه حوزوی را در نزد پدر و تعدادی از استادان حوزه علمیه شهرش گذراند و سپس در سال ۱۳۰۷ شمسی برای تکمیل تحصیلاتش به نجف رفت. در آن شهر، در درس میرزای نائینی، سید محمد حسین نجفی اصفهانی و سید ابوالحسن اصفهانی شرکت می‌کرد. در سال ۱۳۱۰ از استادان مذکور اجازه اجتهاد گرفت و یک سال بعد به ایران بازگشت. با تأسیس حوزه علمیه قم در سال ۱۳۱۲ به این شهر رفت و در آنجا مشغول تدریس شد. در سال ۱۳۲۴ شمسی با تسلط حکومت خودمختار فرقه دموکرات بر آذربایجان، علیه این فرقه فعالیت می‌کرد. او در سال ۱۳۲۶ شمسی عازم تهران گردید و تا پایان عمر در این شهر ساکن شد. در سال‌های اوج‌گیری نهضت ملی شدن صنعت نفت، با آن همگام شده و با تشکیل جلساتی با دست اندرکاران این نهضت از جمله دکتر فاطمی و مهندس بازرگان در جهت پیشبرد اهداف آنان همکاری و کمک نمود. پس از اختلاف میان رهبران نهضت و کودتای ۲۸ مرداد، او نیز فعالیت‌های اجتماعی خود را به تشکیل جلسات تفسیر قرآن در منزلش و ایراد سخنرانی در مسجد محدود کرد. او در این سال‌ها با پایه‌گذاری مسجد الجواد و حسینیه ارشاد و با خواندن نماز جماعت در آنها به فعالیت‌های سیاسی خود ادامه داد. در زمان بازداشت طالقانی، به جای وی، نماز جماعت مسجد هدایت را اقامه می‌کرد. او در مبارزه خود با حکومت پهلوی، با انتشار بیانه‌هایی در مناسبت‌هایی بمانند الزام مردم به عضویت در حزب رستاخیز و تغییر تقویم رسمی کشور مخالفت و اعتراضش را نشان می‌داد. او پس از انقلاب ۵۷ با هم‌فکران خود تصمیم گرفتند که هیچ منصب اجرایی را نپذیرند و با طالقانی که تغییر موضع داده و امامت جمعه تهران و نمایندگی مجلس خبرگان قانون اساسی را قبول کرده بود، دچار اختلاف شد. سید ابوالفضل زنجانی در این زمان برای کنار ماندن از امور به زنجان برگشت. او پس از مرگ طالقانی، بنابه وصیت او، بر بدنش نماز میت خواند. در سال ۱۳۵۹ مخالفتش با روح الله خمینی را با نوشتن نامه‌ای اعلام کرد که با عنوان «اعلامیه‌ آیت‌الله زنجانی درباره حوادث انقلاب» منتشر شد و واکنش‌هایی را به‌همراه داشت. سید ابوالفضل زنجانی در مرداد ۱۳۷۱ شمسی از دنیا رفت و در بهشت سکینه در اطراف کرج دفن شد.

## تالیفات
تعدادی از آثار او عبارتند از: گوشه‌هایی از اخلاق محمد، موعود جهانی، آزادی در نظر اسلام، رابطه توحید با وجدان، نظام اجتماعی اسلام، منع تعدد زوجات یا جنگ با طبیعت، اسلام و نظام بردگی، آزادی و حقوق بشر، مسئله ربا و نظریه اسلام.